# Gino Visentin
Luigi Visentin (Treviso, 21 giugno 1903 – Treviso, 17 novembre 1978) è stato un calciatore italiano, di ruolo difensore.
Era anche noto come Visentin II per distinguerlo dai fratelli Giuseppe (I) e Umberto (III).

## Statistiche

### Presenze e reti nei club
| Stagione        | Club            | Campionato          | Campionato | Campionato |
| Stagione        | Club            | Comp                | Pres       | Reti       |
| --------------- | --------------- | ------------------- | ---------- | ---------- |
| ????-1927       | Treviso         | Divisione Nazionale | ?          | ?          |
| 1927-1928       | Inter           | Divisione Nazionale | 25         | 0          |
| 1928-????       | Venezia         | Divisione Nazionale | ?          | ?          |
| Totale Treviso  | Totale Treviso  |                     | ?          | ?          |
| Totale Inter    | Totale Inter    |                     | 25         | 0          |
| Totale Venezia  | Totale Venezia  |                     | ?          | ?          |
| Totale carriera | Totale carriera |                     | 25         | 0          |